# O Sabor do Grão
O Sabor do Grão ( em italiano:  Il sapore del grano) é um filme italiano de 1986 sobre o amadurecimento . Escrito e dirigido por Gianni Da Campo, o filme é protagonizado por Lorenzo Lena e Marco Mestriner, e segue a história de um relacionamento entre um professor e um seu aluno de 12 anos.   

## Enredo
Lorenzo é um jovem que foi nomeado professor numa pequena aldeia italiana. Um dos seus alunos, um rapaz de 12 anos chamado Duilio, apaixona-se por Lorenzo. Lorenzo visita a casa de Duilio, encontra-se com a família deste, tornando-se bons amigos. Lorenzo conhece então uma mulher por quem se apaixona. O relacionamento de Lorenzo com a mulher é insatisfatório e eles afastam-se. Entretanto, Lorenzo aproxima-se de Duilio e iniciam uma relação amorosa secreta. Muitas coisas mudam depois da madrasta de Duilio começar a desconfiar de Lorenzo. Eles passam a encontrar-se muito raramente e Duilio fica desesperado por não ver Lorenzo. Lorenzo reflecte sobre a natureza da sua relação e decide abandonar a aldeia e Duilio.

## Elenco
- Lorenzo Lena como Lorenzo
- Marco Mestriner como Duilio
- Alba Mottura como Cecília
- Egidio Termine como Bruno
- Mattia Pinoli como Vovô
- Paolo Garlato como Pai
- Elena Barbalich como Adalgisa
- Elisabetta Barbini como avó
- Marina Vlady como madrasta

## Recepção
O Seattle Times elogiou o filme por ser "inflexivelmente honesto" e o San Francisco Bay Area Reporter descreveu a história como "fascinante", acrescentando que o filme "aborda seu tópico proibido com uma mão equilibrada e um coração caloroso".  Em Setembro de 2012, uma sessão especial do filme foi organizada como parte de uma retrospectiva dos anos 1980 no 17º Festival de Cinema de Milão, que divulgou o filme como uma "jóia escondida" que conseguiu evitar os clichés familiares utilizados em outros filmes do género. 

## Prêmios
| Ano  | Organização                                                        | Prémio               | Destinatário(s)                              | Resultado |
| ---- | ------------------------------------------------------------------ | -------------------- | -------------------------------------------- | --------- |
| 1986 | Festival de Cinema Neorealistico (Festival de Cinema Neorrealista) | Placa de Kim Arcalli | Gianni Da Campo (Diretor)                    | Venceu    |
| 1986 | Festival de Cinema Neorealistico (Festival de Cinema Neorrealista) | Placa Pietro Bianchi | Chantal Bergamo & Enzo Porcelli (Produtores) | Venceu    |

## Vídeo e Vídeo e DVD
Desde seu lançamento original em 1986, o filme foi legendado em vários idiomas e distribuído internacionalmente em VHS e DVD em vários países, incluindo Itália (lançado como Il sapore del grano ),   China (traduzido como The Taste of Wheat ),  Alemanha (lançado como Die Qual der Liebe ),  e Estados Unidos (lançado como The Flavor of Corn ).  Em 1994, a Award Films International lançou o filme na América do Norte no formato VHS com legendas em inglês.  Em 2013, nenhuma evidência de um lançamento oficial de DVD na América do Norte foi encontrada. Porém, em novembro de 2011, a Ripley's Home Video lançou o filme na Itália no formato DVD da Região 2, que inclui a opção de assistir com legendas em inglês. 